# Yitzhak Navon

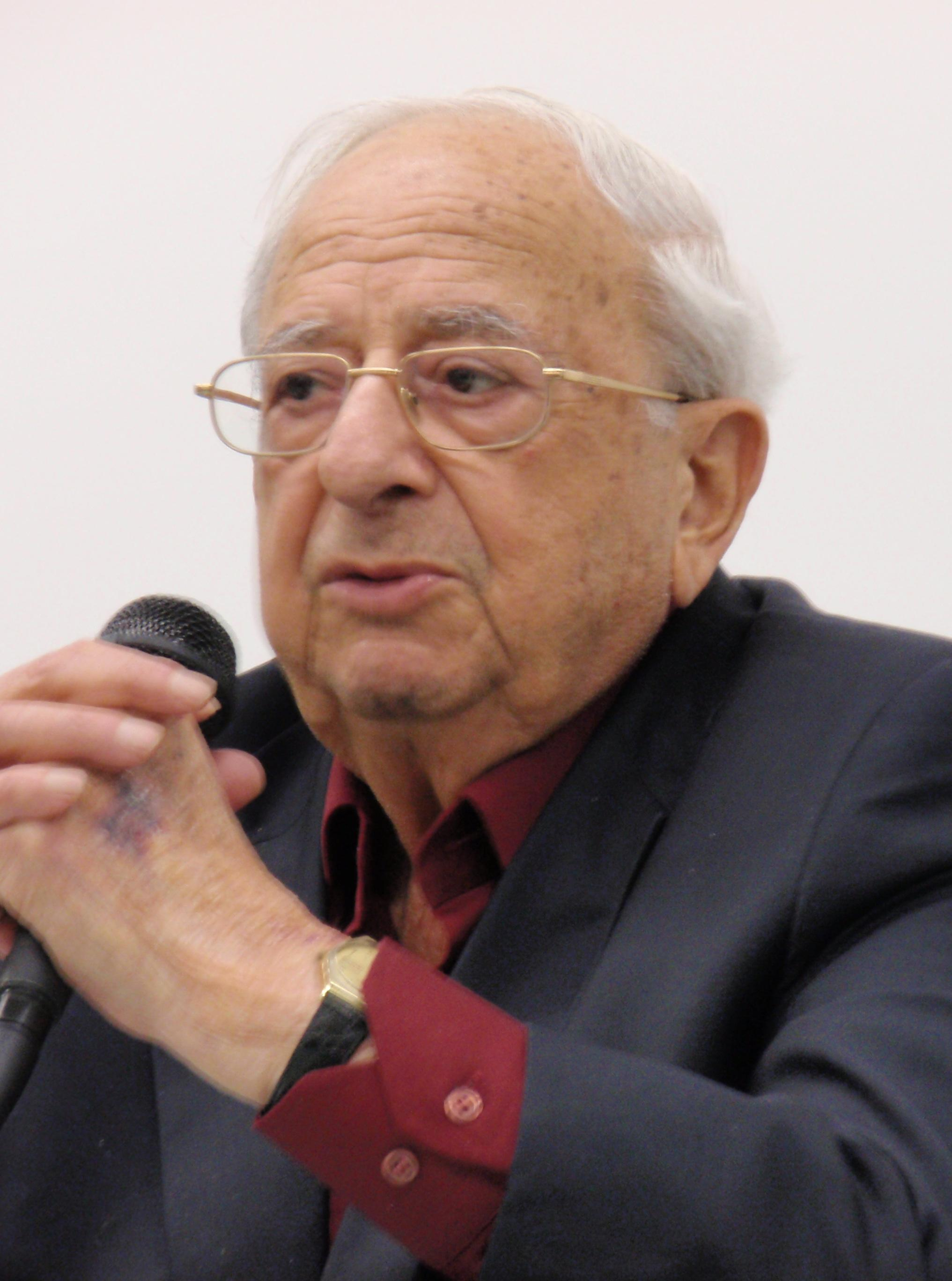
Yitzhak Navon

Yitzhak Navon (Hebreeuws: יצחק נבון) (Jeruzalem, 9 april 1921 – aldaar, 6 november 2015) was een Israëlisch schrijver, diplomaat en politicus en de vijfde president van de staat Israël. Hij was een veeltalige telg van een Sefardisch-Joods-Palestijnse familie van rabbijnen, maar zelf seculier.

## Studie en vroege loopbaan
Navon studeerde Hebreeuwse literatuur en islamitische cultuur aan de Hebreeuwse Universiteit van Jeruzalem. Na zijn vrijwillige dienst in de Hagana in Jeruzalem werd hij diplomaat in Uruguay en Argentinië.
In 1951 werd hij de politieke secretaris van David Ben-Gurion en een jaar later bureauchef van de premier en zijn opvolger, Moshe Sharett. In 1963 werd hij afdelingshoofd bij het ministerie van onderwijs en cultuur.

## Politicus en president
Twee jaar later werd Navon verkozen in het Israëlisch parlement, de Knesset, als lid van Rafi. In 1968 sloot hij zich aan bij de Arbeidspartij. Uiteindelijk werd hij voorzitter van de Knesset.
Navon huwde vrij laat met een zeer jonge vrouw, Ofira, die hij desondanks overleefde (zij stierf aan kanker). Toen hij in 1978 de 5e president van Israël werd, waren zijn kinderen de eerste presidentskinderen in de presidentswoning. Zijn vrouw zette zich in voor het welzijn van kinderen.
Toen Libanese falangisten in 1982 een bloedbad aanrichtten onder Palestijnen in de vluchtelingenkampen Sabra en Shatila oefende president Navon druk uit om te komen tot de instelling van een juridische onderzoekcommissie. Die zou er uiteindelijk komen in de vorm van commissie-Kahn.

## Minister van onderwijs
In 1983 stelde hij zich niet herkiesbaar, maar keerde terug naar de politieke arena, als eerste Israëlische ex-president. Omdat hij bij het herintreden in de politiek populairder was dan lijsttrekker Shimon Peres, ontstond er druk op de laatste om zijn functie ten bate van Navon neer te leggen. Navon sprak vloeiend Arabisch en genoot populariteit onder immigranten uit de Arabische wereld. Hij heeft echter nooit openlijk gestreden om de leiderschapspositie van zijn partij. Hij was minister van onderwijs en cultuur van 1984 tot 1990.

## Andere activiteiten
Navon schreef onder meer twee musicals, die zowel bij de verschijning als bij de heropvoering, door Israëls nationale theater Habima, zeer populair waren.
In 2006 was hij voorzitter van de nationale organisatie ter bevordering van de Ladino-cultuur.

## Overlijden
Navon overleed in 2015 op 94-jarige leeftijd.
- Bibliothèque nationale de France: cb150945331 (data)
- Gemeinsame Normdatei: 1073986705
- International Standard Name Identifier: 0000 0001 1570 1297
- Library of Congress Control Number: n82005899
- Nationale Bibliotheek van Israël: 987007265816805171
- Nederlandse Thesaurus van Auteursnamen: 135632366
- Virtual International Authority File: 50560984
- WorldCat: E39PBJmttYCBPb7Jf4mg44QXh3

Chaim Weizmann (1949–1952) · 
Itzhak Ben-Zvi (1952–1963) · 
Zalman Shazar (1963–1973) · 
Ephraim Katzir (1973–1978) ·
Yitzhak Navon (1978–1983) · 
Chaim Herzog (1983–1993) · 

Ezer Weizman (1993–2000) · 
Moshe Katsav (2000–2007) · 
Shimon Peres (2007–2014) · 
Reuven Rivlin (2014–2021) · 
Yitzhak Herzog (2021-heden)